# Cavidade óptica
Uma cavidade óptica é um dispositivo em que alguns raios de luz tendem a permanecer confinados por espelhos que os refletem. Cavidades ópticas são importantes componentes dos lasers.